# Austroargiolestes
Austroargiolestes – rodzaj ważek z rodziny Argiolestidae.

## Zasięg występowania
Rodzaj obejmuje gatunki występujące we wschodniej Australii – w stanach Queensland, Nowa Południowa Walia i Wiktoria. Jako miejsce występowania jednego z gatunków (A. icteromelas) błędnie podawano też Nową Kaledonię.

## Morfologia
Są to duże lub średniej wielkości ważki. Barwa ciała brązowo-czarna z jasnymi znaczeniami. Pterostygmy na skrzydłach szerokie na 1,5–3 komórki.

## Systematyka
Rodzaj ten utworzył w 1925 roku amerykański entomolog Clarence Hamilton Kennedy. Jako gatunek typowy wyznaczył Argiolestes icteromelas; oprócz niego do rodzaju zaliczył 5 innych gatunków, wcześniej zaliczanych do Argiolestes (w 1998 roku G. Theischinger wydzielił jeden z tych gatunków do nowego, monotypowego rodzaju, jako Miniargiolestes minimus). W 1986 roku G. Theischinger i A.F. O’Farrell dokonali przedefiniowania rodzaju Austroargiolestes, opisali też 4 nowe gatunki. Obecnie (2025) do rodzaju zalicza się 10 gatunków.
Dawniej rodzaj ten był zaliczany do szeroko pojmowanej rodziny Megapodagrionidae; w 2013 roku V.J. Kalkman i G. Theischinger podnieśli wyróżnianą w obrębie Megapodagrionidae podrodzinę Argiolestinae do rangi rodziny (Argiolestidae), zaliczyli do niej także rodzaj Austroargiolestes. 

### Podział systematyczny
Do rodzaju należą następujące gatunki:
- Austroargiolestes alpinus (Tillyard, 1913)
- Austroargiolestes amabilis (Förster, 1899)
- Austroargiolestes aureus (Tillyard, 1906)
- Austroargiolestes brookhousei Theischinger & O’Farrell, 1986
- Austroargiolestes calcaris (Fraser, 1958)
- Austroargiolestes christine Theischinger & O’Farrell, 1986
- Austroargiolestes chrysoides (Tillyard, 1913)
- Austroargiolestes elke Theischinger & O’Farrell, 1986
- Austroargiolestes icteromelas (Selys, 1862)
- Austroargiolestes isabellae Theischinger & O’Farrell, 1986